# Ulrich Wetterauer
Ulrich Wetterauer (* 13. Mai 1951 in Stuttgart) ist ein deutscher Mediziner, Facharzt und Professor für Urologie.
Bis 2018 war er Ordinarius, d. h. Ärztlicher Direktor der Klinik für Urologie des Universitätsklinikum Freiburg. 1986 habilitierte er sich an der Medizinischen Fakultät der Universität Freiburg und bekam die Lehrberechtigung (venia legendi) verliehen. 2019 bis 2022 war er als Senior Consultant in der Abteilung für Urologie am Universitätsspital Basel tätig. Seit 2020 lehrt er an der Danube Private University (DPU) als Professor für Urologie und Andrologie. Aktuell ist er Teammitglied der alta uro AG, Basel, Schweiz.

## Leben und Werk
Wetterauer wurde 1951 in Stuttgart geboren und studierte in Tübingen, Stuttgart-Hohenheim und Freiburg Humanmedizin. 1977 erfolgte seine Promotion über biochemische Analysen des Seminalplasma mit magna cum laude. Seine klinische und wissenschaftliche Ausbildung erhielt er zunächst in der Chirurgischen Universitätsklinik Freiburg bei Prof. Max Schwaiger. 1980 wechselte er in die Abteilung für Urologie unter Leitung von Prof. Horst Sommerkamp, wo er u. a. als eigenen Schwerpunkt die operative Andrologie aufbaute. 1984 wurde er Oberarzt und 1987 Leitender Oberarzt und Stellvertretender Direktor der Abteilung Urologie. 1986 wurde ihm zusätzlich die Leitung Sektion Andrologie übertragen. 1988 folgte ein von der Deutschen Forschungsgemeinschaft geförderter Forschungsaufenthalt an der University of California, San Francisco bei Prof. E. A Tanagho. 1998 wurde er für fünf Jahre zum Vorsitzenden des Arbeitskreises Andrologie der Deutschen Gesellschaft für Urologie gewählt. 1986 wurde er zum Ärztlichen Direktor der Klinik für Urologie des Universitätsklinikums Freiburg ernannt. Von 2005 bis 2011 hatte er zusätzlich das Amt des Geschäftsführenden Direktors der Chirurgischen Universitätsklinik Freiburg inne. 2019 bis 2022 war er als Senior Consultant in der Abteilung für Urologie am Universitätsspital Basel tätig. Seit 2020 lehrt er an der DPU als Professor für Urologie und Andrologie.

## Publikationen
Wetterauer ist Autor von mehr als 350 wissenschaftlichen Fachartikeln, Kongressbeiträgen und Buchkapiteln.
Buchbeiträge:
- Ulrich Wetterauer, Georg Rutishauser und H. Sommerkamp: Urologie De Gruyter Lehrbuch mit Repetitorium. Verlag De Gruyter, ISBN 978-3-11-013380-6
- Ulrich Wetterauer (Herausgeber): Diagnostik und Therapie der erektilen Dysfunktion mit vasoaktiven Substanzen. Verlag De Gruyter, Reprint 2019 Edition (1. März 1990), ISBN 3-11-012183-2; ISBN 978-3-11-012183-4
- Heinrich Wokalek, Ulrich Wetterauer, Hans-Joachim Heite: Männerheilkunde – Andrologie: Einführung in die Krankheiten und Funktionsstörungen des männlichen Genitale, Verlag: Gustav Fischer Verlag, Stuttgart Jena, 1995, ISBN 3-8252-8097-7, ISBN 978-3-8252-8097-0

## Mitgliedschaften und Funktionen
- Europäische Gesellschaft für Urologie (EAU)
- Deutsche Gesellschaft für Urologie (DGU)
- Ehrenmitglied der Südwestdeutschen Gesellschaft für Urologie
- Ehemaliger Vorsitzende des Arbeitskreises Andrologie der Deutschen Urologen